# Edward Philip Livingston
Pour les articles homonymes, voir Edward Livingston (homonymie), Famille Livingston et Livingston.
Edward Philip Livingston (24 novembre 1779, Kingston - 3 novembre 1843, Clermont), est un homme politique américain.

## Biographie
Petit-fils de Philip Livingston, il est membre du Sénat de l'État de New York de 1823 à 1824 et de 1838 à 1839.
Il est lieutenant-gouverneur de l'État de New York de 1831 à 1832.

## Sources
- (en) Cet article est partiellement ou en totalité issu de l’article de Wikipédia en anglais intitulé « Edward Philip Livingston » (voir la liste des auteurs).